# Torquhil Campbell, 13.º Duque de Argyll
Torquhil Ian Campbell, 13.º e 6.º Duque de Argyll (nascido em 29 de maio de 1968), denominado Conde de Campbell antes de 1973 e Marquês de Lorne entre 1973 e 2001, é um nobre escocês.
O solar principal da família é o Castelo de Inveraray, embora o Duque e a Duquesa passem algum tempo noutras residências, incluindo uma em Londres.

## Biografia
O Duque é o filho mais velho e único filho de Ian Campbell, 12.º e 5.º Duque de Argyll e de Iona Mary Colquhoun, filha de Sir Ivar Colquhoun, 8.º Baronete. Foi educado na Craigflower Preparatory School, na Cargilfield Preparatory School, no Glenalmond College e no Royal Agricultural College, em Cirencester. No último destes colégios, formou-se como agrimensor.
Foi pajem de honra da Rainha Isabel II de 1981 a 1983 e tornou-se agente de vendas, vendedor e diretor de empresa. Entre os seus 29 títulos contam-se: Mestre da Casa Real da Escócia, Almirante das Costas e Ilhas Ocidentais, e Chefe (gaélico escocês: MacCailein Mòr) do Clã Campbell.
É o capitão da equipa nacional de pólo da Escócia, que venceu os Campeonatos Mundiais da Associação Mundial de Pólo de 2004 e 2005. Representa os destiladores Pernod Ricard, promovendo os whiskies escoceses. É um Freeman da Cidade de Londres e um Liveryman da Worshipful Company of Distillers.

## Casamento e descendência
A 8 de junho de 2002, na Igreja de St. Mary, em Fairford, Gloucestershire, o Duque casou-se com Eleanor Cadbury, membro da família do chocolate Cadbury. Ela é filha de Peter Hugh George Cadbury (antigo presidente da Close Brothers Corporate Finance) e da sua esposa, Sally Strouvelle.
O Duque e a Duquesa têm três filhos:
- Archibald Friedrich Campbell, Marquês de Lorne (nascido em Londres, a 9 de março de 2004), conhecido como Archie Lorne. Serviu como Pajem de Honra da Rainha Isabel II de 2015 a 2018.[13]
- Rory James Campbell (nascido em Londres, a 3 de fevereiro de 2006)
- Charlotte Mary Campbell (nascida em Londres, a 29 de outubro de 2008).

A Duquesa é Patrona do Royal Caledonian Ball e presidente do The Georgian Group.

## Títulos e estilo
- 29 de maio de 1968 – 7 de abril de 1973: O Muito Honorável Conde de Campbell
- 7 de abril de 1973 – 21 de abril de 2001: O Mais Honorável Marquês de Lorne
- 21 de abril de 2001 – presente: Sua Graça, o Duque de Argyll

## Sucessão
| Pariato da Escócia                                | Pariato da Escócia           | Pariato da Escócia |
| ------------------------------------------------- | ---------------------------- | ------------------ |
| Precedido por: Ian Campbell, 12.º Duque de Argyll | Duque de Argyll 2001–present | Titular do cargo   |
| Pariato do Reino Unido                            |                              |                    |
| Precedido por: Ian Campbell, 6.º Duque de Argyll  | Duque de Argyll 2001–present | Titular do cargo   |